# Pedicularis rostratospicata
Pedicularis rostratospicata är en snyltrotsväxtart. Pedicularis rostratospicata ingår i släktet spiror, och familjen snyltrotsväxter.

## Underarter
Arten delas in i följande underarter:
- P. r. helvetica
- P. r. rostratospicata

## Bildgalleri

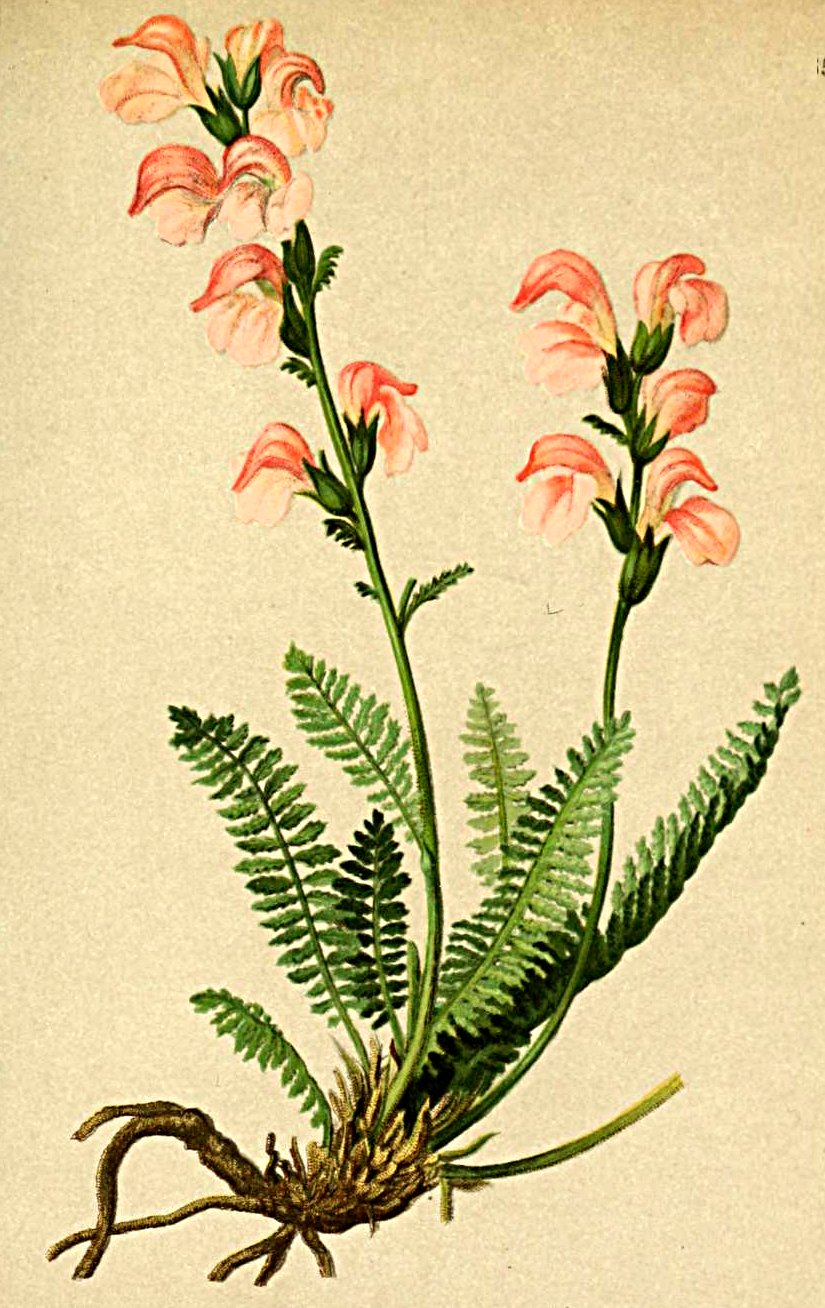
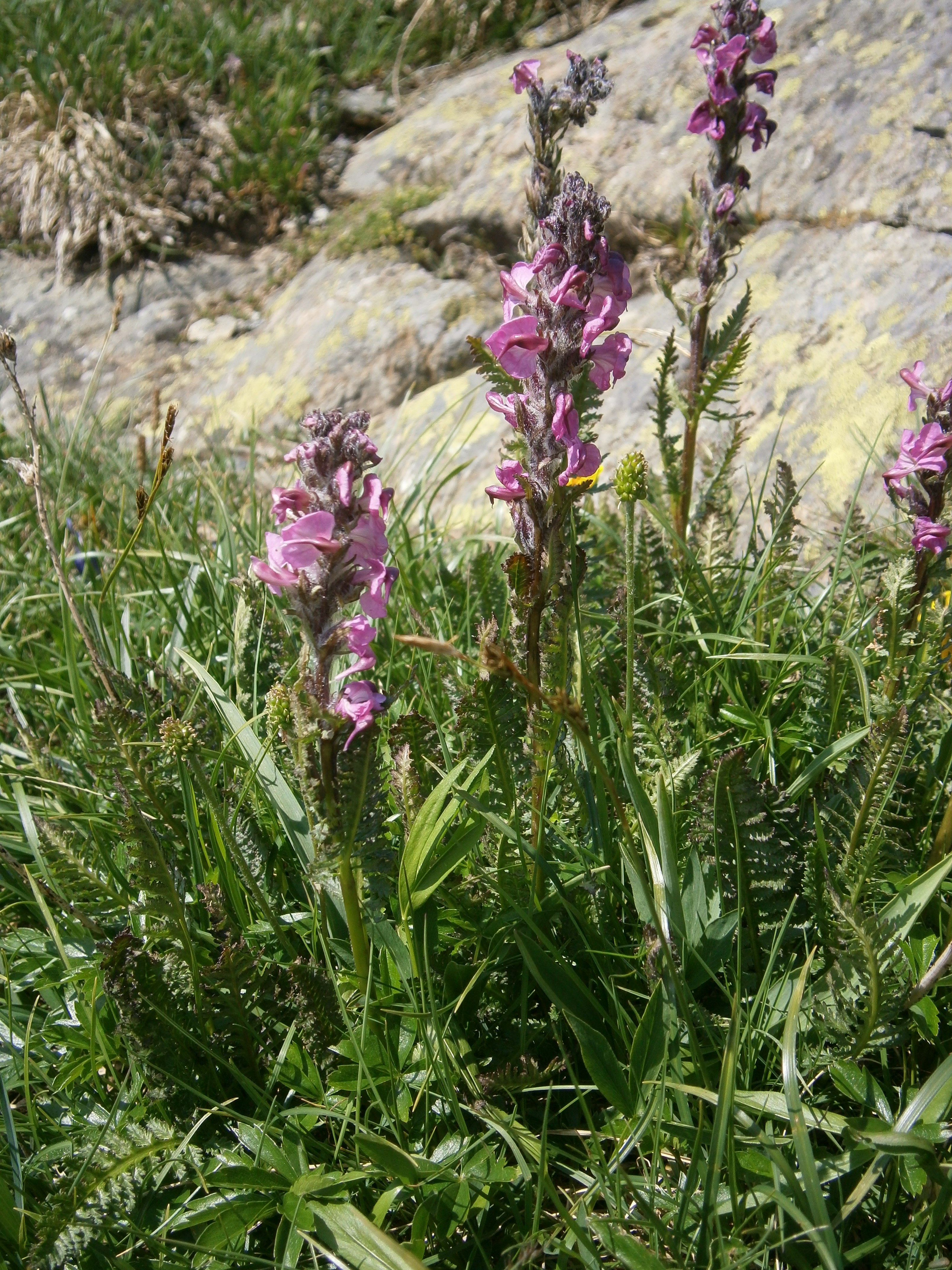
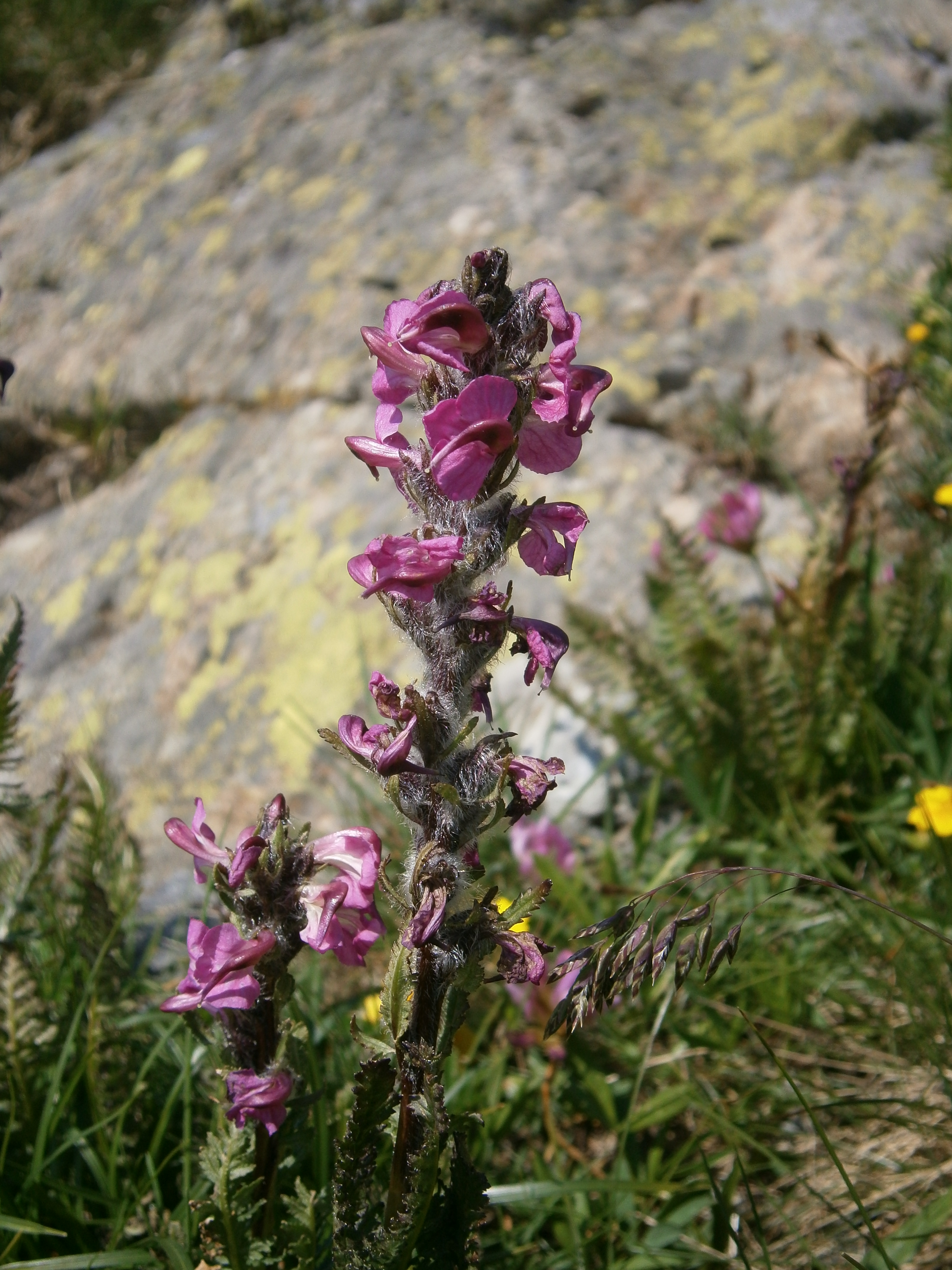
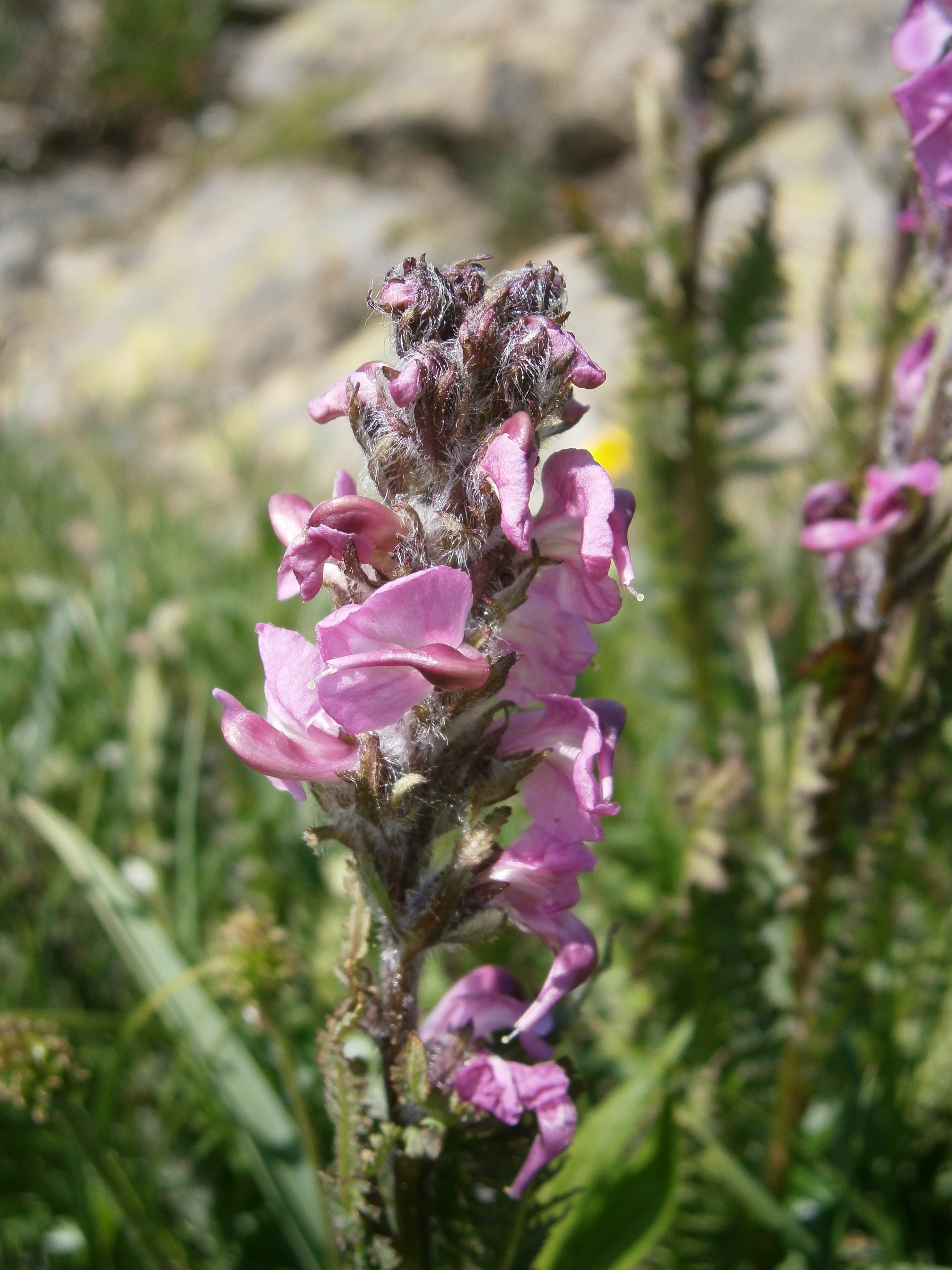
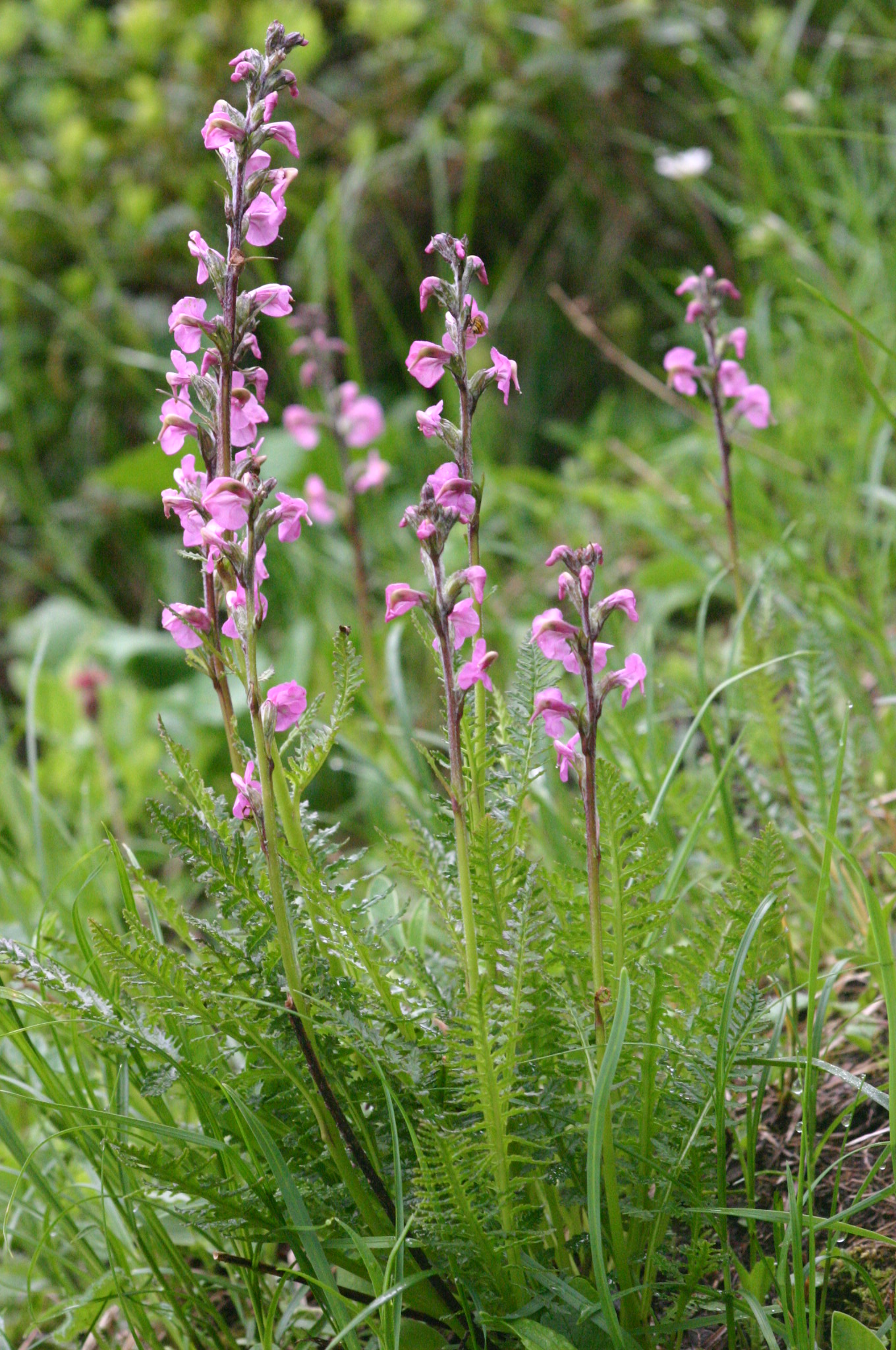
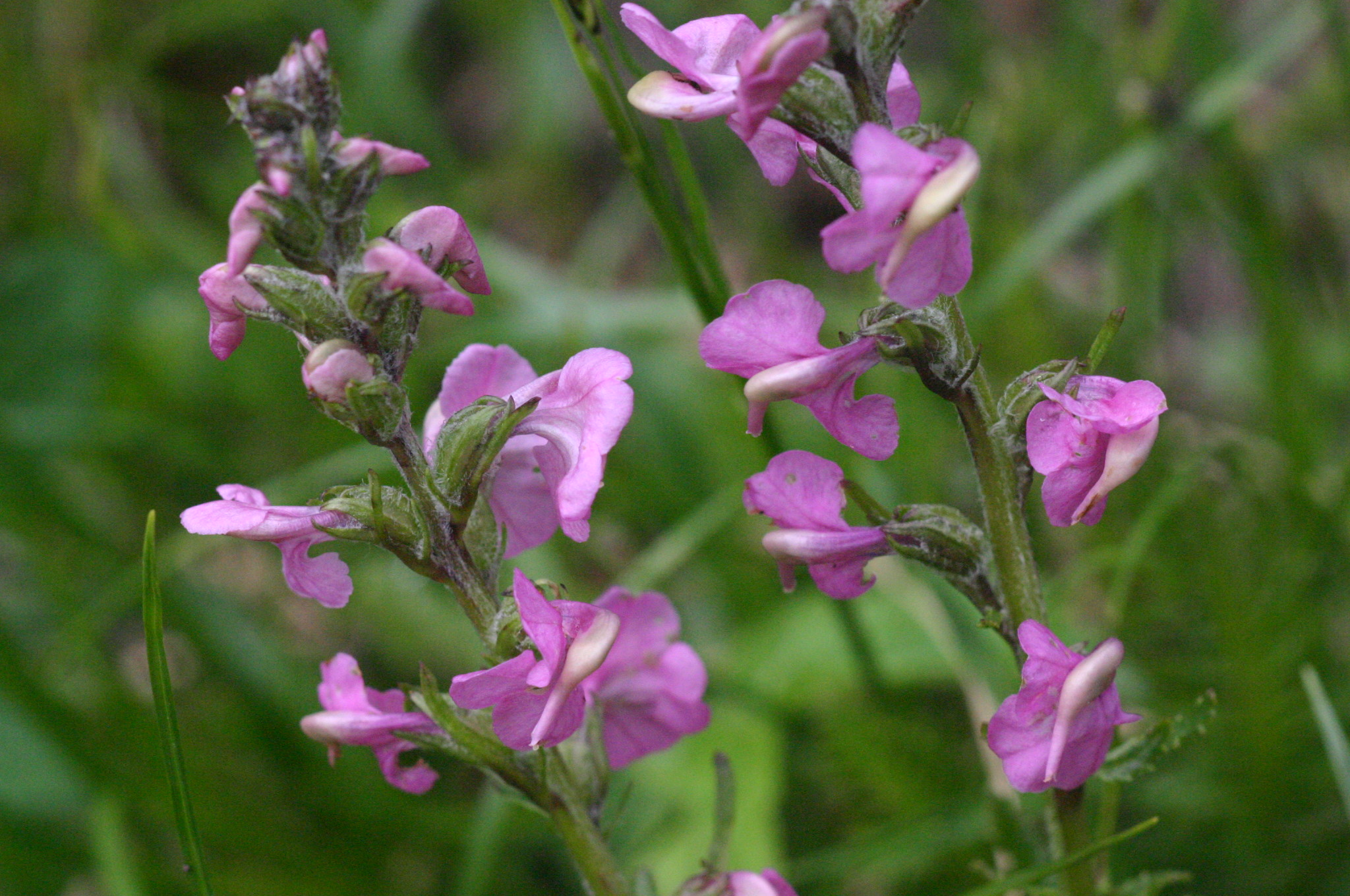